# Mari Beyleryan

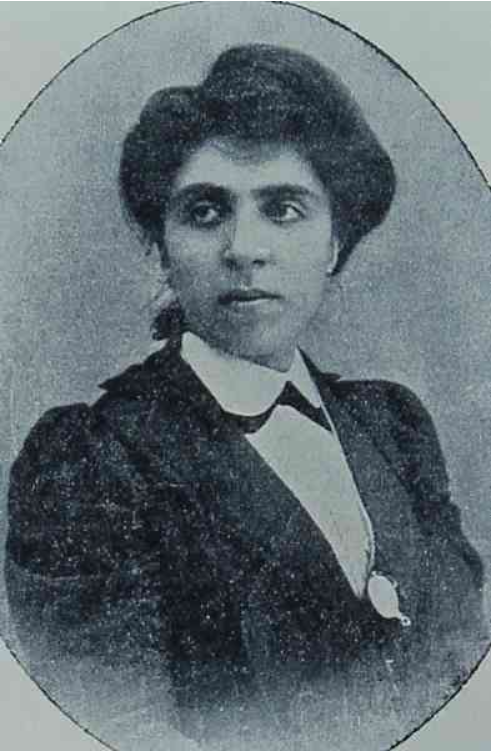
Mari Beyleryan

Mari Beyleryan (armenisch Մառի Պեյլերյան, 23. März 1877 in Konstantinopel – 24. April 1915 ebenda) war eine armenische feministische Aktivistin und Schriftstellerin. Sie wurde Opfer des Völkermords an den Armeniern.

## Leben
Mari Beyleryan wurde 1877 in Konstantinopel geboren. Sie absolvierte das Yesayan-College in Konstantinopel. Danach arbeitete sie als Lehrerin an ebendieser Schule und begann zu schreiben. Früh interessierte sie sich für nationale Themen. Ihre Artikel über die soziale und öffentliche Rolle der Frau „Aus dem Leben armenischer Mädchen“ sowie Artikel zu anderen sozialen Themen wurden in den Zeitschriften Arevelk (Konstantinopel) und Ardzagank (Tiflis) veröffentlicht.
Beyleryan trat der Sozialdemokratische Huntschak-Partei bei und nahm an Protestdemonstrationen und Versammlungen teil. Im September 1895 begann die Demonstration von Bab Ali mit ihrer Rede vor dem Patriarchen Matheos III. Izmirlian in der Nähe der Tür der armenischen Hauptkathedrale. In ihrer Rede protestierte sie gegen die Verfolgung der Armenier im Osmanischen Reich. Sie entkam nur knapp der Polizei und floh nach Ägypten.
Sie ließ sich in Alexandria nieder, um nicht durch die Osmanen verhaftet zu werden, und gründete die literarische Familienzeitschrift Artemis, die zwischen 1902 und 1903 veröffentlicht wurde. Vor der ersten Ausgabe reiste ihr Mann, der Aktivist der Hnchakian-Partei Avo Nakashyan, nach Etschmiadsin, um den Segen und die Erlaubnis des Katholikos für die Artemis zu erbitten. Dieser gewährte nicht nur ihre Bitte, sondern reichte auch eigene Gedichte zur Veröffentlichung ein. Zu der Zeit arbeitete sie am Armenischen College von Alexandria. Die Artemis war weit verbreitet und viele führende armenische Intellektuelle wie Vahan Tekeyan, Demirjibashian oder Kalamkirian veröffentlichten Beiträge in ihr. Daneben wurden Werke von Goethe, Tolstoi, Shelley und Scott publiziert.
Mari Beyleryan kehrte ein Jahr nach der Verkündung der Verfassung 1908 in die Türkei zurück. Ihr wurde in Izmir eine Stelle als Supervisorin der Hripsimyan-Schule angeboten. Später unterrichtete sie an der armenischen Yevdokia-Schule. Zudem war sie weiterhin als Autorin tätig und veröffentlichte im Jahr 1914 eine Sammlung ihrer Schriften. In ihren Reden und pädagogischen und literarischen Arbeiten diskutiert sie Fragen der Freiheit des Mutterlandes, der Gleichberechtigung der armenischen Frauen, der geistigen und körperlichen Erziehung. Beylerian war ein Opfer des Völkermords von 1915.